# Sender Basel
Der Sender Basel war ein Rundfunksender für Mittelwelle in Basel in der Schweiz.
Er ging 1926 in Betrieb und verwendete ursprünglich eine an zwei frei stehenden Stahlfachwerktürmen aufgehängte T-Antenne, welche dem Flugplatz Basel-Sternenfeld gehörte und stundenweise gemietet wurde. Da am Einweihungstag noch ein verspätetes Flugzeug eingewiesen wurde, konnte die Eröffnungsansprache von Professor Zickendraht nur mit Verspätung gesendet werden. Später erhielt der Sender eine eigene Antennenanlage und zwar in Form einer T-Antenne, die zwischen zwei Stahlrohrmasten gespannt war, welche sich auf den Zinnentürmen einer Basler Kaserne befanden.
Der Sender Basel, der zuletzt auf 1367 kHz mit 500 W Leistung sendete, wurde 1972 stillgelegt.